# Gersemia clavata
Gersemia clavata är en korallart som först beskrevs av Daniel Cornelius Danielssen 1887.  Gersemia clavata ingår i släktet Gersemia och familjen Nephtheidae. Inga underarter finns listade i Catalogue of Life.